# Witwatersrand-Universität

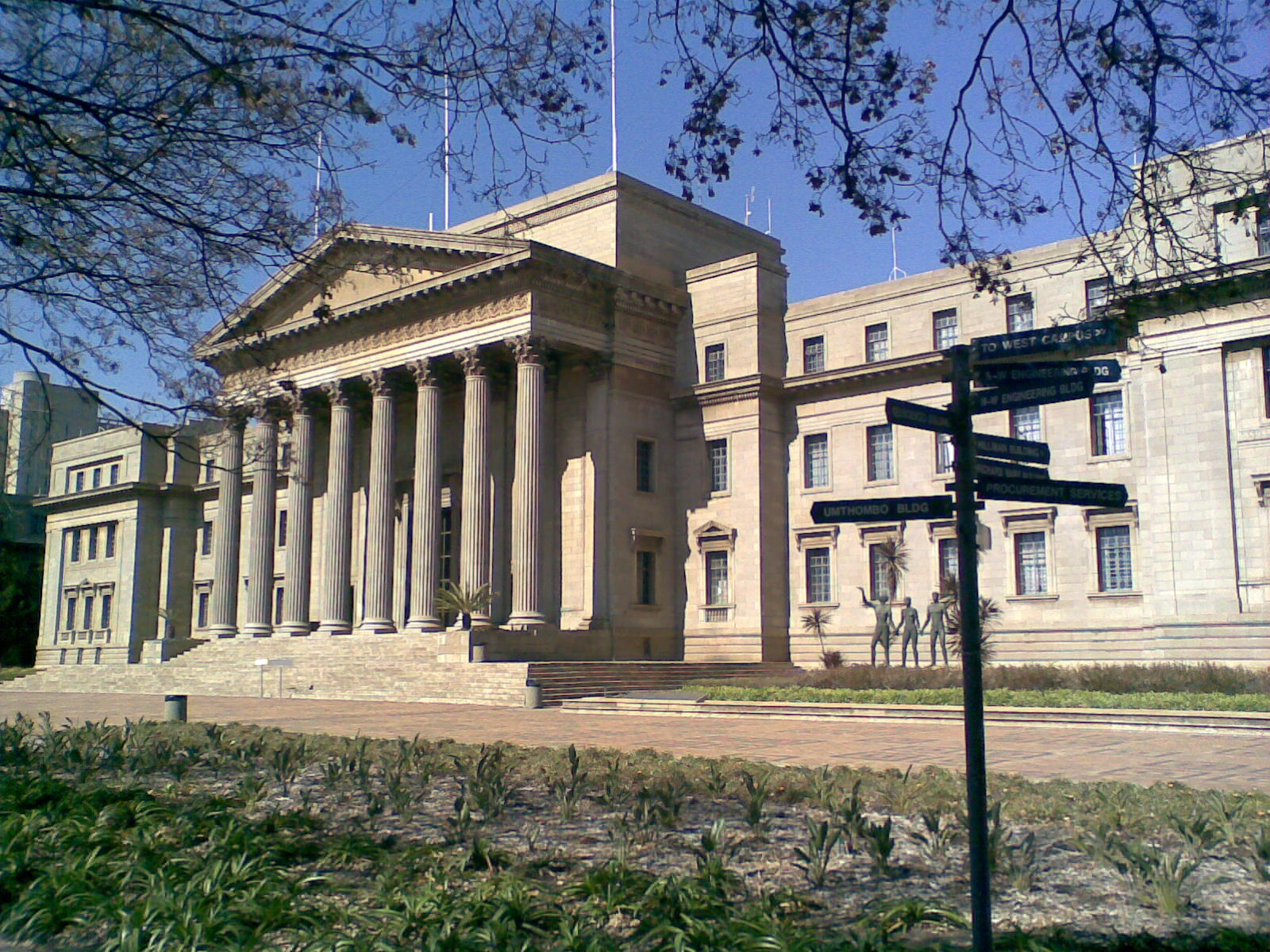
In der Großen Halle (Great Hall) auf dem Ostcampus werden die Graduierungsfeiern abgehalten

Die Witwatersrand-Universität (englisch: University of the Witwatersrand), kurz Wits, ist eine südafrikanische Universität mit Sitz in Johannesburg in der Provinz Gauteng. Die Wits entstand aus der South African School of Mines, die 1896 eröffnet wurde. 1922 wurde ihr der Universitätsstatus verliehen und der heutige Name eingeführt. Während der Zeit der Apartheid durften sich hier nur wenige schwarze Studenten einschreiben. Trotzdem studierten einige bekannte Anti-Apartheid-Führer hier.
Zur Universität gehört die Witwatersrand University Press, des größten und ältesten Universitätsverlags in Afrika und bis heute eines der führenden afrikanischen Verlagshäuser im akademischen Bereich.

## Geschichte

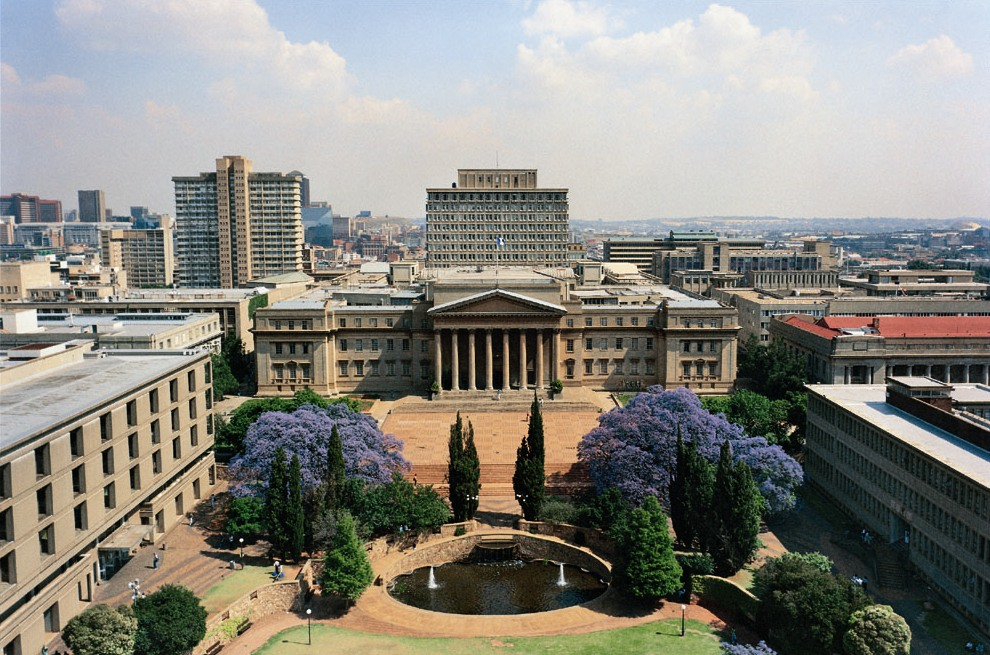
Blick auf den East Campus

Die Hochschule wurde 1896 in Kimberley unter dem Namen South African School of Mines gegründet. Acht Jahre später zog sie nach Johannesburg um und änderte ihren Namen in Transvaal Technical Institute. 1906 wurde sie dann in Transvaal University College und 1910 in South African School of Mines and Technology umbenannt. 1922, nachdem sie das College aufgenommen hatte, erhielt sie schließlich den Status einer Volluniversität. Im selben Jahr begannen die Bauarbeiten für den Campus im Milner Park. Sechs Fakultäten waren geplant, die Abschlüsse in Geistes- und Naturwissenschaften, Medizin, Ingenieurwissenschaften, Recht und Wirtschaftswissenschaften anbieten sollten.
Im Lauf der 1960er-Jahre öffnete die Universität viele neue Fachrichtungen und Gebäude; sie wuchs von 6.275 Studenten (1963) auf über 16.400 (1985). Die Graduiertenschule für Wirtschaftswissenschaften wurde 1968 in Parktown eröffnet. Im selben Jahr wurde in der Nähe von Sterkfontein eine Farm namens Swartkrans, die reich an archäologischen Funden ist, sowie die Ausgrabungsrechte für Makapansgat in der heutigen Provinz Limpopo erworben. 1969 wurden die klinischen Abteilungen der neuen Medizinischen Fakultät eingeweiht. Das Hauptverwaltungsgebäude Senate House wurde 1977 bezogen.
1984 wurde die Universität stark erweitert, als sie das Messegelände in Milner Park erwarb und in den Westcampus (West Campus) umwandelte. Im selben Jahr öffnete auch das Gebäude der Minenkammer. Ein Fußgängerüberweg wurde über der Schnellstraße errichtet, die Ost- und Westcampus voneinander trennt.

## Organisation

### Leitung
Die Universität wird von einem Vizekanzler (Vice-chancellor) und Prinzipal – seit 2021 Zeblon Zenzele Vilakazi  – geleitet, zum Management gehören im Weiteren fünf stellvertretende Vizekanzler und ein Prüfungsbeamter. Der Kanzler (Chancellor) – seit 2018 die Unternehmerin Judy Dlamini – hat repräsentative Aufgaben. Die Leitung ist dem Universitätsrat verantwortlich.
Liste der Repräsentanten (Chancellor):
- Arthur of Connaught 1922–1938
- Jan Hofmeyr 1939–1948
- Richard Feetham 1949–1961
- Oliver Deneys Schreiner 1961–1975
- Bertrand Leon “Birch” Bernstein 1975–1982
- Aanon Michael “Mike” Rosholt 1983–1997
- Richard Goldstone 1996–2007
- Dikgang Moseneke 2012–2018
- Judy Dlamini seit 2018

### Fakultäten
Die Universität besteht aus fünf Fakultäten:
- Wirtschaft, Rechtswissenschaft und Management. Die Fakultät hat eine Graduiertenschule für Business Administration sowie öffentliches und Entwicklungsmanagement. Im „WitsPlus Programme“ kann der Bachelor auch im Teilzeitstudium erworben werden. Die Hochschule kooperiert mit der Global Labour University.
- Ingenieurwissenschaften und Bauingenieurwesen
- Medizin
- Geisteswissenschaften
- Naturwissenschaften

### Statistik, Stand 2015/2016
- 33.364 Studierende insgesamt
  - 27.121 in Vollzeit
  - 6.243 in Teilzeit
  - 2.674 ausländische Studenten
- 6.585 Beschäftigte insgesamt
  - 4.712 Akademiker
  - 307 ausländische Akademiker
  - 1.512 Verwaltungs- und Serviceangestellte[3]

### Campus
Die Universität ist in fünf akademische Einheiten geteilt. Der ursprüngliche Ostcampus (East Campus) liegt im Stadtteil Braamfontein und ist vom neueren Westcampus (West Campus) zwar durch eine Schnellstraße getrennt, sie sind aber durch mehrere Übergänge verbunden. In Parktown befinden sich die drei weiteren Standorte und beherbergen unter anderem die medizinische Fakultät.

### Weitere Universitätseinrichtungen

#### In Johannesburg
- Die Universität umfasst zahlreiche Museen und Sammlungen. Dazu gehören das Wits Art Museum in Braamfontein, das afrikanische Kunst zeigt,[9] das Anthropology Museum auf dem Ostcampus,[10] das 1962 gegründete Adler Museum of Medicine für Medizingeschichte in Parktown[11] und das einzige Geologiemuseum der Provinz Gauteng, das Bleloch Geology Museum.[12] Ausgestellt werden dort unter anderem der Taung-Schädel, Dinosaurier-Fossilien und Schmetterlinge. Die Lowenstein-Sammlung von Felszeichnungen und Steinwerkzeugen der San befindet sich im Rock Art Research Institute auf dem Ostcampus. Das Wits Life Sciences Museum and Biodiversity Centre ist ein naturhistorisches Museum auf dem Ostcampus.[13] Das Origins Centre auf dem Westcampus zeigt die Entstehung des modernen Menschen. Im Hunterian Museum of Anatomy in Parktown werden anatomische Präparate ausgestellt.[14]
- Zur Universität gehören mehrere Galerien. Die Fassler Gallery zeigt architektonische Arbeiten, während in der auf dem Ostcampus gelegenen James Kitching Gallery paläontologische Exponate ausgestellt werden. Bis 2002 gab es die Gertrude Posel Gallery und die Studio Gallery, beide im Senate House. Letztere war für ihre Sammlung afrikanischer Perlstickereien bekannt. Beide Galerien gingen im Wits Art Museum auf.[15]
- Das Johannesburg Planetarium in Braamfontein wurde 1960 eröffnet und bietet rund 400 Personen Platz.[16]
- Das Wits Theatre befindet sich nahe dem Senate House. Dort treten Studentengruppen und Berufsschauspieler auf; außerdem ist dort der Wits Choir beheimatet.[17]

#### Außerhalb Johannesburgs
- Die Höhlen von Sterkfontein (nahe Krugersdorp) werden ebenfalls von der Universität betreut. Sie sind eine der bedeutendsten Fundstätten von Hominiden-Fossilien. Das Gebiet gehört zum UNESCO-Weltkulturerbe. Neben den Höhlen befindet sich das Robert Broom Museum.[18] Es widmet sich der Menschheitsgeschichte und ist eng mit den Fossilienfunden der Cradle of Humankind verknüpft. Weiterhin zeigt es Felszeichnungen der San sowie deren moderne Interpretationen.[19]
- Die Wits Rural Facilities nahe Bushbuckridge in der Provinz Limpopo dienen als Forschungsgelände für die Landwirtschaft[20]

## Bekannte Absolventen und Mitglieder des Lehrkörpers
- Boris Balinsky (1905–1997), Biologe, Hochschullehrer und Dekan der Fakultät Naturwissenschaften
- Lindsay Bremner (* 1954), Architektin, Autorin und Professorin
- Dennis Brutus (1924–2009), Dichter und Anti-Apartheid-Kämpfer
- Rory Byrne (* 1944), Chefdesigner für das Ferrari-Formel-1-Team
- Johnny Clegg (1953–2019), Gitarrist, Sänger, Tänzer und Komponist
- Mimi Coertse (* 1932), Sopranistin, seit 1966 österreichische Kammersängerin
- Raymond Dart (1893–1988), Anatom und Anthropologe, Entdecker des Taung-Schädels
- Clement M. Doke (1893–1980), Linguist
- John Dugard (* 1936), Jurist, Dekan der Rechtsfakultät und Sonderberichterstatter der UN
- Max Gluckman (1911–1975), Anthropologe
- Richard Goldstone (* 1938), Jurist, Völkerrechtler und ehemaliger UN-Chefankläger
- Manfred Hermer (1915–2010), Architekt
- Gavin Hood (* 1963), Schriftsteller, Filmproduzent und -regisseur, bekannt geworden durch die Regie von Tsotsi
- Peter Horn (1934–2019), Schriftsteller und Literaturwissenschaftler
- Teresa Heinz Kerry (* 1938), Philanthropin und Ehefrau des US-Senators John Kerry
- Ludwig Lachmann (1906–1990), Ökonom und Mitglied der Österreichischen Schule
- Winnie Madikizela-Mandela (1936–2018), geschiedene Ehefrau von Nelson Mandela
- Nelson Mandela (1918–2013), ANC-Führer und erster Präsident der Republik Südafrika, der in freien, allgemeinen Wahlen gewählt wurde
- Manfred Mann (* 1940), Keyboard-Spieler der Musikgruppen Manfred Mann und Manfred Mann’s Earth Band
- Eduardo Mondlane (1920–1969), Anthropologe, Professor an der Syracuse University und Gründer der Befreiungsbewegung FRELIMO
- Seymour Papert (1928–2016), Pionier der Künstlichen Intelligenz und Erfinder der Programmiersprache Logo
- Audrey Richards (1899–1984), Sozialanthropologin
- Jonny Steinberg (* 1970), Journalist und Autor
- Helen Suzman (1917–2009), Anti-Apartheid-Aktivistin und Politikerin
- Kevin Volans (* 1949), Komponist und Pianist
- Ivan Vladislavić (* 1957), Schriftsteller
- Benedict Wallet Vilakazi (1906–1947), Dichter, Schriftsteller und Linguist
- David Webster (1945–1989), Anthropologe und Anti-Apartheid-Aktivist
- Frederik van Zyl Slabbert (1940–2010), Soziologe und Politiker
- David Unterhalter (* 1958), ehemaliges Mitglied am Appellate Body der WTO, sowie Richter in Südafrika und Professor

## Nobelpreisträger
- Aaron Klug (1926–2018), 1982 (Chemienobelpreis)
- Nadine Gordimer (1923–2014), 1991 (Literaturnobelpreis)
- Nelson Mandela (1918–2013), 1993 (Friedensnobelpreis)
- Sydney Brenner (1927–2019), 2002 (Nobelpreis für Medizin und Physiologie)